# سیدنی گان-مونرو
سر سیدنی داگلاس گان-مونرو (انگلیسی: Sir Sydney Douglas Gun-Munro؛ زادهٔ ۲۹ نوامبر ۱۹۱۶ – درگذشته ۱ مارس ۲۰۰۷) سیاست‌مدار و نخستین فرماندار کل سنت وینسنت و گرنادین‌ها بود.
سیدنی گان-مونرو در ۱ مارس ۲۰۰۷، در سن ۹۰ سالگی درگذشت.